# 札幌市中央卸売市場
座標: 北緯43度4分23.4秒 東経141度19分15.4秒 / 北緯43.073167度 東経141.320944度
札幌市中央卸売市場（さっぽろしちゅうおうおろしうりしじょう、Sapporo City Wholesale Market）は、札幌市が設置している中央卸売市場。略称は、「中央市場」「札幌中央市場」「札幌市場」。地方公営企業法の財務規定等が適用されている。札幌市経済局中央卸売市場管理課に属する。
- 併設される場外市場については、札幌市中央卸売市場場外市場を参照。

## 概要
青果・水産生産物が流通される場所であり、毎年初夏に行われる夕張メロン・でんすけ西瓜・らいでん西瓜の初競りの風景がメディアに取り上げられることでも有名である。

## 歴史

### 沿革
- 1923年（大正12年）3月30日 - 中央卸売市場法（法律第32号）が制定。11月1日施行。
- 1958年（昭和33年）10月10日 - 国鉄の市場引込線開通。
- 1959年（昭和34年）12月6日 - 「札幌市中央卸売市場」が開設。
- 1978年（昭和53年）11月1日 - 国鉄の高架化事業に伴い引込線廃止･撤去。
- 2002年（平成14年）8月21日 - 水産棟の建替工事を開始。
- 2003年（平成15年）12月12日 - 水産棟が完成。
- 2004年（平成16年）8月2日 - 青果棟の建替工事を開始。
- 2006年（平成18年）2月14日 - 青果棟が完成。
- 2007年（平成19年）2月17日 - 新「札幌市中央卸売市場」完成記念式典を敢行。
- 2010年（平成22年）9月26日 - 開設50周年を記念して「札幌市場祭」を開催。

## 組織
- 市場長
  - 管理課
  - 業務課

## 施設
- 青果棟 - 中央卸売市場法に基づく農産物・農産加工品の取扱い場所。
- 水産棟 - 規則に基づく水産物・水産加工品の取扱い場所。

## 事業者
卸売業者 青果部
- 札幌みらい中央青果（株）[2]

卸売業者 水産物部
- 曲〆高橋水産（株）
- 丸水札幌中央水産（株）

仲卸業者 青果部  - 28社。（数字は、仲卸番号）
| - 10 （株）十丸中川青果 - 11 （株）森哲 - 12 （株）双葉屋 - 13 （有）菅井商店 - 14 （株）石田商店 - 15 丸共農産商事（株） - 16 （株）本間商店 - 17 （株）池広 - 18 （株）岩崎商店 - 19 （株）上野商店 | - 22 小野青果（株） - 23 （株）蔵重商店 - 24 （株）葛西 - 25 （有）南部商店 - 26 （有）増井商店 - 28 （有）清水商店 - 31 （株）森下商店 - 32 丸ト青果（株） - 33 （株）滑川商店 - 34 （株）神田芳雄商店 | - 36 （株）小樽屋 - 38 （有）木内商店 - 39 （有）大谷商店 - 41 （株）辻商店 - 43 米内青果（株） - 45 （株）本田誠一商店 - 46 （株）伊藤法夫商店 - 48 （株）マルスグリーンフーズ |

仲卸業者 水産物部 - 32社。（数字は、仲卸番号）
| - 10 安彦水産（株） - 11 青池水産（株） - 13 飯塚水産（株） - 16 （株）ダイゼン - 17 岡部水産（株） - 19 大舘水産（株） - 20 河上水産（株） - 21 上山水産（株） - 22 共同水産（株） - 24 近藤水産（株） - 25 坂水産（株） | - 27 （株）イチマル渋谷 - 28 （株）丸崎商店 - 30 （株）中西商店 - 31 中津川水産（株） - 32 西沢（株） - 33 （株）本間水産 - 34 本田水産（株） - 36 大幸水産（株） - 37 （株）やまた水産 - 39 （株）一ウ - 43 兼長水産（株） | - 44 丸井水産（株） - 48 （株）福田商店 - 50 （株）平田商店 - 51 （株）宮本商店 - 52 星野水産（株） - 53 加藤水産（株） - 54 （株）入福食品 - 55 まるみ水産（株） - 56 大協水産（株） - 57 札幌シーフーズ（株） |

## 札幌市中央卸売市場場外市場
札幌市中央卸売市場場外市場（さっぽろしちゅうおうおろしうりしじょう じょうがいいちば、-じょうがいしじょう）は、札幌市中央区中央市場通りにある市場。
略称は、「札幌場外市場」「場外市場」「場外」。組合名は、「場外市場中心街商業組合」。

### 概要
中央卸売市場で落札された青果物・水産物の小売店をはじめ、加工食品店、梱包資材店、飲食店などが中央市場通りを挟み、密集する。

## 所在地
- 札幌市中央卸売市場 - 北海道札幌市中央区北12条西20丁目
  - 管理事務所 - 北海道札幌市中央区北12条西20丁目2-1　水産棟4階
- 札幌市中央卸売市場場外市場 - 札幌市中央区中央市場通り

### 交通
- 札幌駅・桑園駅などよりジェイ・アール北海道バス桑園発寒線「札幌場外市場」停留所[3]。
- 2021年（令和3年）11月1日より、北都交通が「場外市場」停留所を設置し新千歳空港連絡バスを運行する[4][5]。
- 札幌市営地下鉄東西線二十四軒駅徒歩8分。

## 周辺施設
- さっぽろ青果館
- JR桑園駅
- 札幌競馬場

## 関連著名人
- 滑川まさみ（演歌歌手） - 家業が、青果物仲卸会社。

## 舞台になった映画
- トラック野郎・望郷一番星 1976年（昭和51年） 東映（主演 菅原文太・興行収入12億3千万円の大ヒットを記録）